# Chotěšov (kraj ustecki)
Chotěšov – gmina w Czechach, w powiecie Litomierzyce, w kraju usteckim.
1 stycznia 2017 gminę zamieszkiwało 469 osób, a ich średni wiek wynosił 44,3 roku.